# Hermann Benjes
 (avril 2014).
Si vous disposez d'ouvrages ou d'articles de référence ou si vous connaissez des sites web de qualité traitant du thème abordé ici, merci de compléter l'article en donnant les références utiles à sa vérifiabilité et en les liant à la section « Notes et références ».
Hermann Benjes, né le 27 avril 1937 à Drakenburg en Allemagne et décédé le 24 octobre 2007 à Asendorf, est un naturopathe, biologiste, écologiste et auteur allemand.
Le nom de « haie de Benjes » a été parfois donné à une forme de haie morte soigneusement plessée ou entrelacée réalisée avec du bois mort dont il fut le promoteur à la fin des années 1980,.

## Sources
- (de) Cet article est partiellement ou en totalité issu de l’article de Wikipédia en allemand intitulé « Hermann Benjes » (voir la liste des auteurs).